# 沈国荣 (电力系统保护和控制专家)
沈国荣（1949年7月17日—），江苏武进人，电力系统保护和控制专家，中国工程院院士，南京南瑞继保电气有限公司董事长。

## 履历
1978年，毕业于华北电力学院。1982年毕业于电力部电力科学研究院，获硕士学位。1999年，当选中国工程院院士。